# Сулинская
Сулинская — деревня в Великоустюгском районе Вологодской области.
Входит в состав Юдинского сельского поселения, с точки зрения административно-территориального деления — в Юдинский сельсовет.
Расстояние по автодороге до районного центра Великого Устюга — 11 км, до центра муниципального образования Юдино — 26 км. Ближайшие населённые пункты — Рогозинино, Кузнецово, Фёдоровская, Коншево.
По переписи 2002 года население — 27 человек (10 мужчин, 17 женщин). Всё население — русские.